# 서은숙 (1900년)
서은숙(徐恩淑, 일본식 이름: 徐城恩淑조시로 온슈쿠, 1900년 12월 19일 또는 1902년 11월 28일 ~ 1977년 7월 2일)은 일제강점기와 대한민국의 교육인이다. 초명은 서정순(徐貞順)이다.

## 생애
인천 출신이며 선교사가 세운 영화학당에서 당시로서는 흔치 않은 신교육을 받았다. 이후 경성부로 유학해 1913년부터 1919년까지 이화학당 고등과에 재학했고 1923년에 이화학당 대학과를 졸업했다. 같은 인천 출신의 학교 선배인 김활란과는 이때부터 절친한 사이가 되어 평생 정치적인 행보를 함께 했다.
1923년 이화학당 졸업 후 1924년까지 이화여자고등보통학교 교사, 대학 예과 교사로 근무했고 1925년에는 평양 정의여자고등보통학교 교사로 근무했다. 1927년에는 이화여자전문학교 교수로 근무했고 1928년부터 미국에서 유학 생활을 했다. 1930년에는 신시내티 사범학교를 졸업했고 1931년에는 컬럼비아 대학교 대학원에서 유아교육학 석사 학위를 받았다. 귀국과 함께 이화여자전문학교 교수로 복직했고 1934년 4월에는 조선여자체육장려회 이사 겸 서무상무를 맡았다.
1935년 9월부터 1939년 3월까지 이화여자전문학교의 부속 유치원인 이화보육학교의 학감을 지내며 한국 유아 교육의 토대를 닦은 인물로 평가받았지만 일제 강점기 말기에 일제의 식민 통치에 협력하게 된다. 1936년 12월에 열린 사회교화진흥간담회, 1937년 1월에 열린 조선부인문제연구회 간담회에 참석했고 1937년 1월에는 방송교화선전협의회 강사로 임명되었다.
1937년 7월에는 애국금차회 발기인으로 참여하면서 중일 전쟁 수행에 협력할 것을 선전했고 1938년 10월에는 비상시국민생활위원회 위원으로 위촉되었다. 1938년 11월에는 장덕수와 함께 국민정신총동원조선연맹이 주최한 평안남도 순회강연반 연사로 활동했다. 1939년부터 1940년까지 일본 도쿄 제국 대학 문리과대학에서 심리학, 교육학을 전공했으며 1940년에는 이회여자전문학교 회계과장을 역임했다.
1941년 10월에는 송금선, 배상명 등과 함께 매일신보가 주최한 임전 생활 체제를 위한 중견부인간담회에 참석했고 1941년 12월에는 김활란과 함께 매일신보가 주최한 시국부인대강연회 연사로 참석했다. 1942년 1월에는 황신덕 등과 함께 매일신보가 주최한 전시 생활과 부인 도덕 좌담회에 참석했고 1942년에 결성된 친일 여성 모임인 조선임전보국단 부인대의 지도위원을 맡았다.
1942년 5월에는 노천명, 박마리아, 고황경, 임숙재, 모윤숙 등과 함께 조선임전보국단 부인부가 주최한 군국의 어머니 좌담회에 참석하여 징병제 실시에 관한 홍보 대책을 논의했다. 이러한 행적으로 인해 2008년 민족문제연구소에서 친일인명사전에 수록하기 위해 정리한 친일인명사전 수록예정자 명단 교육/학술 부문에 선정되었다.
1943년 8월 재단법인 이화학당이 설립되자 이사로 선임되었다. 광복 이후인 1948년에는 한국YWCA 연합회 이사를 역임했으며 1948년부터 1962년까지 YWCA 연합회 감사를 역임했다. 1951년부터 1954년까지 이화여자대학교 사무국장을, 1954년부터 1961년까지 이화여자대학교 학생처장을 역임했고 1965년 3월부터 8월까지 이화여자대학교 총장서리를 역임했다. 1966년에는 대한여학사협회회장, 한국여성단체협의회 이사를 역임했고 1970년 김활란이 사망한 이후에는 학교법인 이화학당 이사장을 역임했다.

## 주요 기고문
- 〈大戰(대전)시 歐洲(구주) 부녀들의 苦行(고행)을 본떠 실천하자〉 (매일신보, 1938년 1월 4일)
- 〈생활 개선의 이론과 실제 - 시국 인식에 감격〉 (조광, 1939년 1월)
- 〈정전(征戰)을 뒤에 지키는 맹서(盟誓) - 희생의 정신, 이것으로 국가에 봉공〉 (매일신보, 1941년 12월 26일)
- 〈광휘의 일생은 이것〉 (조광, 1942년 2월)

## 같이 보기
- 조선임전보국단

## 참고자료
- 민족문제연구소 (2009). 〈서은숙〉. 《친일인명사전 2 (ㅂ ~ ㅇ)》. 서울. 263 ~ 264쪽.
- 《경인일보》 (2007.3.21) 인천인물 100人·71 - '梨花人' 외길 서은숙 선생
- 양미강, 〈일제말기 기독교여성들의 친일논리와 행태 - 1937년~1945년을 중심으로〉, 제3시대그리스도교연구소 월례포럼, 2003년